# Великобритания на летних Олимпийских играх 1920
На летних Олимпийских играх 1920 года Соединённое королевство Великобритании и Ирландии представляли 235 спортсменов (219 мужчин, 16 женщин). Они завоевали 15 золотых, 15 серебряных и 13 бронзовых медалей, что вывело сборную на 3-е место в неофициальном командном зачёте. Это было последним выступлением такой сборной в истории: в 1922 году Ирландия отделилась от Соединённого Королевства, и с той поры ирландские спортсмены выступают собственной командой.

## Медалисты
| Медаль  | Спортсмен | Вид спорта           | Дисциплина                               |
| ------- | --- | -------------------- | ---------------------------------------- |
| Золото  | Альберт Хилл | Лёгкая атлетика      | Мужчины, 800 м                           |
| Золото  | Альберт Хилл | Лёгкая атлетика      | Мужчины, 1500 м                          |
| Золото  | Сесил Гриффитс Роберт Линдсей Джон Эйнсуорт-Дэвис Гай Батлер | Лёгкая атлетика      | Мужчины, эстафета 4×400 м                |
| Золото  | Перси Ходж | Лёгкая атлетика      | Мужчины, 3000 м с препятствиями          |
| Золото  | Гарри Маллин | Бокс                 | Мужчины, до 72,6 кг                      |
| Золото  | Рональд Роусон | Бокс                 | Мужчины, свыше 79,4 кг                   |
| Золото  | Томас Лэнс Гарри Райан | Велоспорт            | Мужчины, тандем                          |
| Золото  | Чарльз Аткин, Джек Беннетт, Гарольд Касселс, Эрик Крокфорд, Рекс Краммэк, Гарри Хаслем, Артур Лейтон, Шолто Маркон, Джек Макбрайан, Джордж Макграт, Стэнли Шовеллер, Уильям Смит, Сирил Уилкинсон | Хоккей на траве      | Мужчины                                  |
| Золото  | Teignmouth Melvill Фредерик Барретт Джон Вудхауз Вивиан Локкет | Поло                 | Мужчины                                  |
| Золото  | Фрэнсис Ричардс Томас Хедберг | Парусный спорт       | Класс «Монотип 18 футов»                 |
| Золото  | Уильям Мэддисон Дороти Райт Роберт Коулмэн Сирил Райт | Парусный спорт       | Класс «7 метров»                         |
| Золото  | Освальд Тёрнбулл Максвелл Вуснэм | Теннис               | Мужчины, парный разряд                   |
| Золото  | Кэтлин Маккейн Винифред Макнейр | Теннис               | Женщины, парный разряд                   |
| Золото  | Джордж Каннинг Фредерик Хемфрис Фредерик Холмс Эдвин Миллс Джон Сьюэлл Джон Шеферд Гарри Стифф Эрнест Торн                                                                                        | Перетягивание каната | Мужчины                                  |
| Золото  | Чарльз Смит Пол Радмилович Чарльз Багби Ноэл Парселл Кристофер Джоунс Уильям Пикок Уильям Дин | Водное поло          | Мужчины                                  |
| Серебро | Гай Батлер | Лёгкая атлетика      | Мужчины, 400 м                           |
| Серебро | Филип Ноэль-Бейкер | Лёгкая атлетика      | Мужчины, 1500 м                          |
| Серебро | Альберт Хилл Джо Блюитт Уильям Сигроув | Лёгкая атлетика      | Мужчины, командная гонка на 3000 м       |
| Серебро | Джеймс Уилсон Фрэнк Хегарти Альфред Николс | Лёгкая атлетика      | Мужчины, командный кросс                 |
| Серебро | Александер Айрленд | Бокс                 | Мужчины, до 66,7 кг                      |
| Серебро | Томас Джонсон | Велоспорт            | Мужчины, спринт                          |
| Серебро | Сирил Олден | Велоспорт            | Мужчины, 50 км                           |
| Серебро | Альберт Уайт Сирил Олден Томас Джонсон Уильям Стюарт | Велоспорт            | Мужчины, командная гонка преследования   |
| Серебро | Беатрис Армстронг | Прыжки в воду        | Женщины, 10-м вышка                      |
| Серебро | Джек Бересфорд | Академическая гребля | Мужчины, одиночки                        |
| Серебро | Эварт Хорсфолл Гай Оливер Николлс Ричард Лукас Уолтер Джеймс Джон Кэмпбелл Себастьян Эрл Ральф Шоув Сидней Свэнн Робин Джонстоун                                                                  | Академическая гребля | Мужчины, восьмёрки                       |
| Серебро | Хильда Джеймс Констанс Джинс Грейс Маккензи Шарлотта Рэдклифф | Плавание             | Женщины, эстафета 4×100 м вольным стилем |
| Серебро | Дороти Холмен | Теннис               | Женщины, одиночный разряд                |
| Серебро | Джеральдин Бимиш Дороти Холмен | Теннис               | Женщины, парный разряд                   |
| Серебро | Кэтлин Маккейн Максвелл Вуснэм | Теннис               | Смешанный разряд                         |
| Бронза  | Гарри Эдвард | Лёгкая атлетика      | Мужчины, 100 м                           |
| Бронза  | Гарри Эдвард | Лёгкая атлетика      | Мужчины, 200 м                           |
| Бронза  | Джеймс Уилсон | Лёгкая атлетика      | Мужчины, 10.000 м                        |
| Бронза  | Чарльз Ганн | Лёгкая атлетика      | Мужчины, ходьба 10 км                    |
| Бронза  | Уильям Катбертсон | Бокс                 | Мужчины, до 50,8 кг                      |
| Бронза  | Джордж Маккензи | Бокс                 | Мужчины, до 53,5 кг                      |
| Бронза  | Гарольд Франкс | Бокс                 | Мужчины, до 79,4 кг                      |
| Бронза  | Гарри Райан | Велоспорт            | Мужчины, спринт                          |
| Бронза  | Великобритания | Искусства            | по сумме медалей в отдельных номинациях  |
| Бронза  | Гарольд Эннисон Эдвард Петер Лесли Сэвэйдж Генри Тейлор | Плавание             | Мужчины, эстафета 4×200 м вольным стилем |
| Бронза  | Кэтлин Маккейн | Теннис               | Женщины, одиночный разряд                |
| Бронза  | Филип Бернард | Борьба               | Мужчины, вольный стиль, до 60 кг         |
| Бронза  | Питер Райт | Борьба               | Мужчины, вольный стиль, до 67,5 кг       |

## Результаты соревнований

### Академическая гребля
Соревнования по академической гребле проходили с 27 по 29 августа на канале Виллебрук. Соревнования проходили по олимпийской системе. Из каждого заезда в следующий раунд выходил только победитель. В зависимости от дисциплины в финале участвовали либо 2, либо 3 сильнейших экипажа по итогам предварительных раундов.
Мужчины
| Соревнование | Спортсмены     | Первый раунд | Первый раунд | Первый раунд | Полуфинал | Полуфинал | Полуфинал | Финал  | Финал | Итоговое место |
| Соревнование | Спортсмены     | Заезд        | Время        | Место        | Заезд     | Время     | Место     | Время  | Место | Итоговое место |
| ------------ | -------------- | ------------ | ------------ | ------------ | --------- | --------- | --------- | ------ | ----- | -------------- |
| одиночки     | Джек Бересфорд | 1            | 7:45,0       | 1 Q          | 1         | 7:45,0    | 1 Q       | 7:36,0 | 2     | 2              |